# بوب لويس (شاعر)
بوب لويس (بالإنجليزية: Bob Lewis)‏ هو شاعر أمريكي، ولد في 4 مارس 1947.

## وصلات خارجية
- بوب لويس على موقع ميوزك برينز (الإنجليزية)